# بی‌دولتی
بی‌دولتی یا آنارکی اشاره به یک جامعهٔ بدون نظارت و کنترلِ دولت یا اعمالِ زور و خشونت در نفوذ سیاسی دارد. هنگامی که هرج و مرج به این معنا استفاده می‌شود، ممکن است به‌معنای اختلال و بی‌نظمی سیاسی یا بی‌قانونی در جامعه در نظر گرفته شود.